# Protomicroplitis mellea
Protomicroplitis mellea är en stekelart som beskrevs av Nixon 1965. Protomicroplitis mellea ingår i släktet Protomicroplitis och familjen bracksteklar. Inga underarter finns listade i Catalogue of Life.